# آرون ماوند
آرون مايكل توماس ماوند (بالإنجليزية: Aaron Michael Thomas Maund)‏ (مواليد 19 سبتمبر 1990 في بوسطن، الولايات المتحدة - ) هو لاعب كرة قدم أمريكي في مركز الدفاع. شارك مع منتخب ترينيداد وتوباغو تحت 17 سنة لكرة القدم ومنتخب الولايات المتحدة تحت 20 سنة لكرة القدم. أما مع النوادي، فقد لعب مع ريال سالت ليك ونادي تورونتو وسان أنتونيو سكوربيونز وIndiana Invaders ‏ وريال موناركس.

## وصلات خارجية
- آرون ماوند على موقع الاتحاد الدولي (مؤرشف)  (الإنجليزية)
- آرون ماوند على موقع الدوري الأمريكي (الإنجليزية)
- آرون ماوند على موقع قاعدة بيانات كرة القدم.إي يو (الإنجليزية)
- آرون ماوند على موقع Soccerbase.com (لاعب) (الإنجليزية)
- آرون ماوند على موقع Soccerway.com (الإنجليزية)
- آرون ماوند على موقع AS.com (الإسبانية)